# Clayton-le-Dale
Clayton-le-Dale est un village et une paroisse civile du Lancashire, en Angleterre.